# Derscheid (Much)
Derscheid  ist ein Ortsteil der Gemeinde Much im Rhein-Sieg-Kreis.

## Lage
Derscheid  liegt auf den Hängen des Bergischen Landes im südlichsten Zipfel der Gemeinde. Nachbarorte sind Löbach im Norden und Eichhof mit Bröleck im Süden. Derscheid ist über die Landesstraßen 224 und 350 erreichbar.

## Geschichte
1499 wurde der Ort zum ersten Mal urkundlich erwähnt.
1901 hatte der Weiler 50 Einwohner. Haushaltsvorstände waren Gerhard, Joh. und Witwe Peter Gräf, Heinrich Wilhelm und Wilhelm Schmitz, Gerhard Schneider, Heinrich Siebert und Heinrich Steimel. Alle waren von Beruf Ackerer.